# Ceratinella apollonii
Ceratinella apollonii là một loài nhện trong họ Linyphiidae.
Loài này thuộc chi Ceratinella. Ceratinella apollonii được Lodovico di Caporiacco miêu tả năm 1938.